# Paradelphomyia (Oxyrhiza) deprivata
Paradelphomyia (Oxyrhiza) deprivata is een tweevleugelige uit de familie steltmuggen (Limoniidae). De soort komt voor in het Nearctisch gebied.